# Race of Champions 1990
Race of Champions 1990 kördes i Spanien 1990.
- Plats:  Montjuїc
- Datum: 1990
- Segrare:  Stig Blomqvist